# حفاظت از سمور دریایی

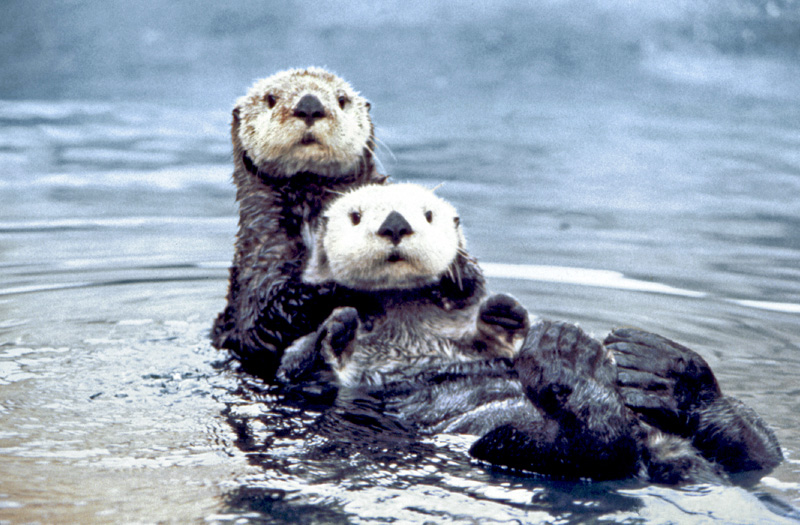
سمورهای دریایی ساکن در پناهگاه ملی دریایی ساحل المپیک، نوادگان سمورهای دریایی هستند که در سال‌های ۱۹۶۹ و ۱۹۷۰ از آلاسکا به این منطقه منتقل شدند.

حفاظت از سمور دریایی در اوایل قرن بیستم آغاز شد، زمانی که این جانور به دلیل شکار گسترده تجاری، در آستانه انقراض قرار گرفته بود. در گذشته، سمور دریایی به‌طور فراوان در ناحیه‌ای وسیع در امتداد شمال اقیانوس آرام – از شمال ژاپن تا آلاسکا و تا مکزیک – یافت می‌شد. اما تا سال ۱۹۱۱، شکار این حیوان به‌خاطر خز بسیار گران‌قیمتش، جمعیت سمورهای دریایی را به کمتر از ۲۰۰۰ فرد، آن هم تنها در دورافتاده‌ترین و صعب‌العبورترین مناطق زیست آن، کاهش داده بود. اتحادیه بین‌المللی حفاظت از طبیعت (IUCN)، سمور دریایی را جزو گونه‌های در معرض خطر انقراض طبقه‌بندی کرده است. از جمله تهدیدات مهم برای بقای این گونه می‌توان به آلودگی نفتی اشاره کرد؛ چرا که یک نشت بزرگ نفتی می‌تواند در مدت کوتاهی هزاران سمور دریایی را از بین ببرد.
در طول قرن بیستم، جمعیت سمورهای دریایی از جمعیت‌های باقی‌مانده در شرق دور روسیه، غرب آلاسکا و کالیفرنیا بازیابی شد. از دهه ۱۹۶۰، تلاش‌هایی برای انتقال سمورهای دریایی به زیستگاه‌های پیشین آن‌ها نیز آغاز شد و این اقدامات در بازگرداندن این جانور به سایر نقاط سواحل غربی آمریکای شمالی موفقیت‌آمیز بود. امروزه، جمعیت سمورهای دریایی در برخی مناطق به‌خوبی رشد کرده‌اند و احیای این گونه یکی از بزرگ‌ترین موفقیت‌های حفاظت دریایی در جهان به‌شمار می‌رود.
با این حال، در دو بخش مهم از زیست‌گاه سمور دریایی، جمعیت این گونه اخیراً کاهش یافته یا در سطحی پایین باقی مانده است. در
جزایر آلیوتی، از دهه ۱۹۸۰ به بعد، کاهش گسترده و غیرمنتظره‌ای در جمعیت سمورهای دریایی رخ داده است. علت دقیق این کاهش مشخص نیست، اما الگوی مشاهدات با افزایش شکار توسط نهنگ قاتل (ارکاها) سازگار به نظر می‌رسد. در دهه ۱۹۹۰، رشد جمعیت سمورهای دریایی کالیفرنیا متوقف شد، اما احتمال می‌رود که دلایل آن متفاوت از مشکلاتی باشد که سمورهای آلاسکا را تهدید می‌کند. در کالیفرنیا، شیوع بالای بیماری‌های عفونی در میان نوزادان و بزرگسالان یکی از عوامل اصلی مرگ‌ومیر این حیوانات شناخته شده است. یکی از این عوامل، انگلی کشنده است که در مدفوع گربه‌ایان و وحشی یافت می‌شود و می‌تواند به‌راحتی برای سمورهای دریایی مرگبار باشد.

## پیشینه

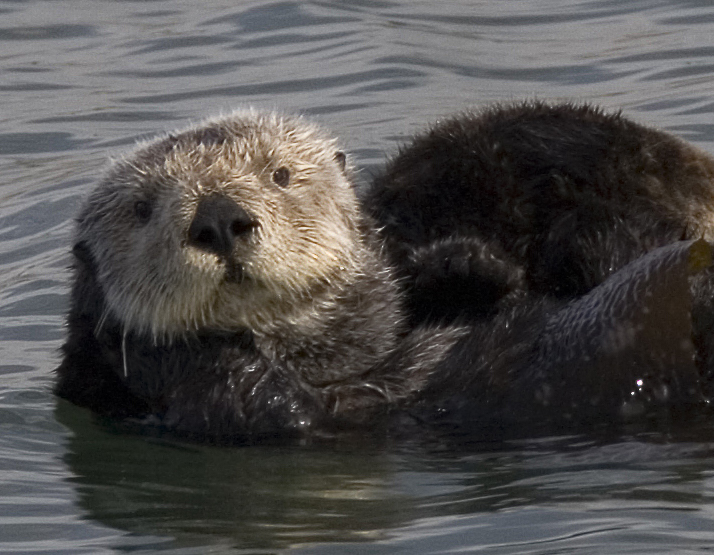
زمانی در آستانه انقراض بود، بازیابی سمور دریایی یکی از بزرگ‌ترین موفقیت‌ها در حفاظت از دریاها محسوب می‌شود.

سمور دریایی پستاندار دریایی است که در نزدیکی سواحل اقیانوس آرام زندگی می‌کند؛ از شمال ژاپن، جزایر کوریل و شبه‌جزیره کامچاتکا گرفته تا شرق، در امتداد جزایر آلیوتی و سواحل آمریکای شمالی تا مکزیک. این جانور پُرزدارترین خز را در میان تمام حیوانات دارد.
بین سال‌های ۱۷۴۱ تا ۱۹۱۱، دوره‌ای از شکار گسترده برای پوست سمورهای دریایی، که به «شکار بزرگ» معروف است، جمعیت جهانی این گونه را به ۱۰۰۰ تا ۲۰۰۰ فرد کاهش داد؛ آن هم تنها در بخش کوچکی از زیستگاه تاریخی آن. از آن زمان، اغلب اشکال شکار تجاری این گونه ممنوع شده است، اگرچه شکار محدود توسط بومیان محلی همچنان مجاز است.
سمور دریایی عمدتاً از بی‌مهرگانی مانند خارپشت‌های دریایی، انواع نرم‌تنان، سخت‌پوستان و برخی گونه‌های ماهی تغذیه می‌کند. در بیشتر زیستگاه‌های خود، این جانور جزو گونه‌های کلیدی محسوب می‌شود؛ به این معنا که نقشی حیاتی و تثبیت‌کننده در اکوسیستم محلی ایفا می‌کند، نقشی که فراتر از اندازه و تعداد جمعیت آن است.
به‌طور خاص، سمورهای دریایی جمعیت خارپشت‌های دریایی را کنترل می‌کنند. در نبود این شکارچیان، جمعیت خارپشت‌ها به شدت افزایش می‌یابد و منجر به تخریب شدید جنگل کتانجک (جلبک‌های غول‌پیکر) خواهد شد؛ اکوسیستم‌هایی که گونه‌های ساحلی بسیاری برای زیست و تغذیه به آن‌ها وابسته‌اند.

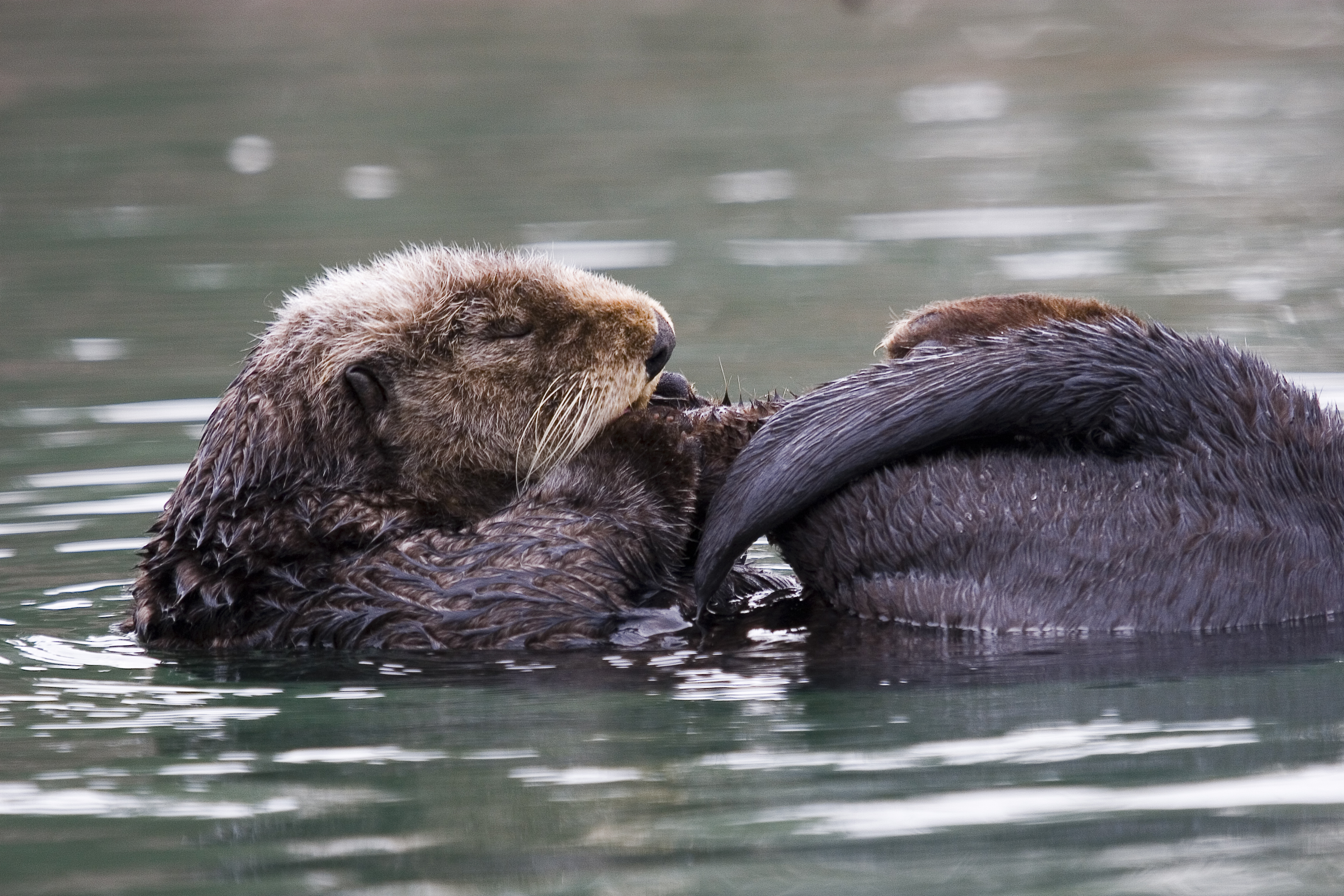
سمورهای دریایی برای گرم ماندن به خز تمیز متکی هستند. با این حال، اگر خز سمور آبی به دلیل نشت نفت آلوده شده باشد، هنگام نظافت، نفت را می‌بلعد.

## مسائل مربوط به حفاظت
پژوهش‌های انجام‌شده توسط سازمان زمین‌شناسی ایالات متحده (U.S. Geological Survey) نشان می‌دهد که دسترس‌پذیری غذا، عامل اصلی رشد جمعیت سمورهای دریایی است. اتحادیه بین‌المللی حفاظت از طبیعت (IUCN) تهدیدات مهم برای این گونه را شامل آلودگی نفتی، شکار توسط نهنگ‌های قاتل (ارکا)، شکار غیرقانونی و تعارض با فعالیت‌های شیلاتی می‌داند. سمورهای دریایی ممکن است در صورت گیر افتادن در تجهیزات ماهیگیری غرق شوند. همچنین، حتی تماشاگران انسان با نیت خوب، اگر بیش از حد به این جانوران نزدیک شوند، می‌توانند موجب استرس و اختلال رفتاری در آن‌ها شوند. با این حال، بزرگ‌ترین تهدید برای سمورهای دریایی، نشت نفت است. برخلاف بیشتر پستانداران دریایی، سمورهای دریایی چربی زیرپوستی بسیار کمی دارند و عمدتاً برای حفظ گرما و عایق بودن بدن در برابر سرما، به خز تمیز، متراکم و ضدآب خود متکی هستند. وقتی خز آن‌ها با نفت آلوده شود، توانایی نگهداری هوا و آب‌گریزی خود را از دست می‌دهد. همچنین، سمورهای دریایی با استنشاق یا بلع نفت هنگام لیسیدن بدن خود، دچار آسیب در کبد، کلیهها و ریه‌ها می‌شوند. این آلودگی خز، خاصیت عایق بودن آن را از بین می‌برد و در نتیجه، حیوان دچار هیپوترمی (افت شدید دمای بدن) و مرگ می‌شود.